# Deosaini
Deosaini es una ciudad censal situada en el distrito de Aligarh en el estada de Uttar Pradesh (India). Su población es de 6920 habitantes (2011). 

## Demografía
Según el censo de 2011 la población de Deosaini era de 6920 habitantes, de los cuales 3843 eran hombres y 3077 eran mujeres. Deosaini tiene una tasa media de alfabetización del 76,76%, superior a la media estatal del 67,68%: la alfabetización masculina es del 84,22%, y la alfabetización femenina del 67,37%.